# Друга Федералістична республіка (Мексика)
Друга Федералістична Республіка Мексики (ісп. Segunda República Federal de México) — умовна назва другого періоду формування республіки під час спроби утворення нового федерального уряду. Офіційна назва країни того часу — Мексиканські сполучені Штати (ісп. Estados Unidos Mexicanos), яка була проголошена 22 серпня 1846 року.

## Передісторія

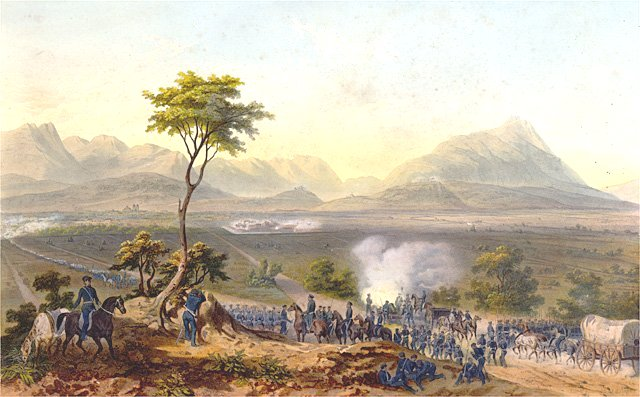
Наступ американських військ на Монтеррей

Історія Мексики як незалежної держави бере свій початок 24 серпня 1821, коли після понад 10 років війни за незалежність іспанські війська були розбиті військами під командуванням креольського лідера Агустіна де Ітурбіде, і віце-король Хуан Руїс де Аподака мусив був зректися престолу.  
У 1824 році Мексика стає республікою і її першим президентом обрали Гуадалупе Вікторію. Мексиканська республіка мала досить слабку центральну владу і цим скористалися різні диктатори, такі як Санта-Анна, який скасував попередню конституцію республіки у 1835 р. Це призвело до загострення напруженості з американськими поселенцями в Техасі і до пізнішого проголошення незалежності Техасом в 1836 році та його анексії США в 1841 р. В травні 1846 року поміж США та Мексикою на ґрунті цього вибухнув військовий конфлікт, який перейшов в дворічну Американо-мексиканську війну, в результаті якої Мексика зазнала нищівної поразки і втратила третину своєї території — землі сучасних штатів Каліфорнія, Нью-Мексико, Аризона, Невада та Юта.

## Друга Федералістична республіка

Американсько-мексиканська війна (1846-1848)

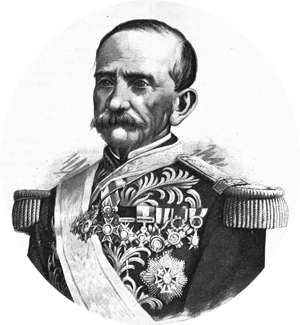
Президент Хосе Маріан Салес

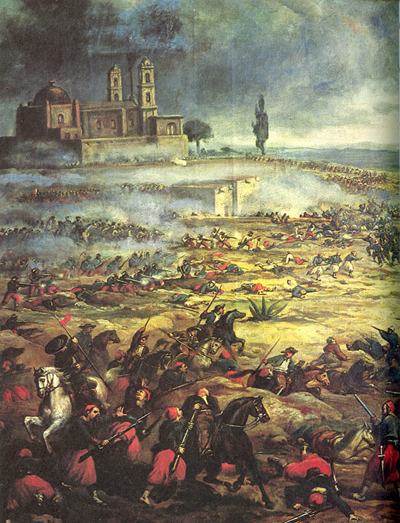
Битва при Пуеблі (5 травня 1862)

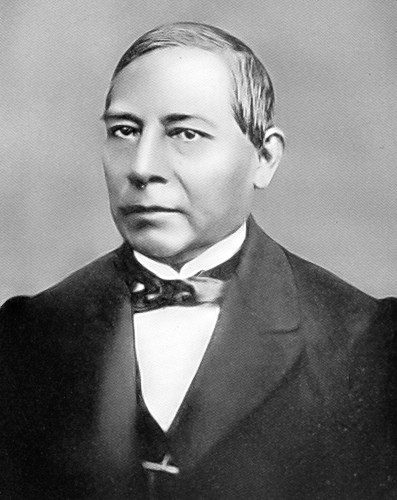
Президент Беніто Пабло Хуарес

22 серпня 1846 року тимчасовим президентом Хосе Маріаном Салесом була оголошена Друга Федералістична республіка (офіційна назва Сполучені Штати Мексики), який також видав указ про відновлення конституції 1824 року. Як і для Першої Мексиканської імперії (1822-1823), Першої Федералістичної республіки (1824-1835) та Централістської Республіки (1835-1846) — це був хаотичний період, що характеризувався політичною нестабільністю та внутрішніми конфліктами. Під час війни зі Сполученими Штатами Америки території, на які претендувала Мексика, стали частиною Сполучених Штатів. В цій війні президент Мексики Антоніо Лопес де Санта-Анна зазнавав поразки за поразкою, аж доки у вересні 1847 р. здав столицю і не підписав акт про капітуляцію. За нав'язаним переможцями мирним договором Гуадалупе-Ідальго (1848 р.), Мексика віддавала США свої північні провінції. Ця поразка мала катастрофічні наслідки для мексиканської економіки, що й казати про важку моральну спадщину у відносинах між сусідніми країнами. Але на цьому територіальні втрати Мексики не закінчилися. У 1853 р. Санта-Анна, який знову повернувся до влади, продав США за договором Гадсдена долину Месілья.  У 1854 р. губернатор штату Герреро Хуан Альварес і начальник митниці Ігнасіо Комонфорт підняли заколот і закликали до повалення диктатури Санта-Анни. Заколот швидко переріс у революцію, і в 1855 р. диктатора було вигнано з країни.
У 1857 році ліберали ухвалили нову конституцію, а також почали свої реформи, які викликали обурення мас. Ця конституція проголошувала майнову недоторканість, свободу слова, тощо. Консерватори категорично з нею не погодилися, їх підтримало духовенство, що спричинило у 1859 році громадянську війну в країні. Спочатку перевага була на боці консерваторів. Найголовнішим було те, що під їхнім контролем була майже вся армія. Тому військо лібералів на початку війни зазнавало поразку за поразкою. Втім, за деякий час ліберали змогли організувати партизанську війну, і ситуація перейшла під їхній контроль. 22 грудня 1861 капітулювала остання армія консерваторів, а 1 січня ліберали увійшли в Мехіко, поклавши край війні.  17 липня 1861 року мексиканським конгресом був прийнятий закон про тимчасове припинення платежів за зовнішніми боргами, що спровокувало іноземних інтервентів з метою повалення уряду Беніто Хуареса і перетворення Мексики в колонію європейських держав. У 1861-1862 роках почалася збройна інтервенція Іспанії, в 1862 році Великої Британії та в 1862-1867 роках Франції. Роль організатора експедиції взяв на себе британський уряд Генрі Пальмерстона. 31 жовтня 1861 Велика Британія, Франція та Іспанія підписали угоду про спільну інтервенцію в Мексику. Наприкінці 1861 іспанські війська окупували найважливіший порт Мексики — Веракрус, а в січні 1862 там висадилися британські та французькі війська. Рішучий опір мексиканських патріотів, а також розбіжності між інтервентами привели до того, що Велика Британія і Іспанія в квітні 1862 відкликали свої війська з Мексики, але Франція далі продовжувала воєнні дії. У червні 1863 французькі війська зайняли Мехіко, а в квітні 1864 на мексиканський престол був зведений ставленик Наполеона III — Максиміліан I.